# Renault Twingo Electric
De Renault Twingo Electric was een elektrische auto uit de miniklasse (A-segment). Het voertuig werd gemaakt door autoproducent Renault uit Frankrijk, en de elektrische variant van de fossielebrandstofauto Renault Twingo. Het model was van 2021 tot 2024 in Nederland leverbaar.

## Specificaties[2]
De Renault Twingo Electric is in verschillende varianten verkrijgbaar, die allemaal dezelfde aandrijflijn en tractieaccu bevatten.

### Vervoer
De auto biedt vier personen zitplaatsen, en er is standaard 174 liter kofferbakruimte beschikbaar, die uitgebreid kan worden tot maximaal 980 liter. Het voertuig is niet voorzien van een trekhaak.

### Accu
De auto heeft een 23 kWh grote tractiebatterij waarvan 21,3 kWh bruikbaar is. Dit resulteert in een WLTP-gemeten actieradius van 190 km, wat neerkomt op 130 km in de praktijk. De accu is actief gekoeld en wordt geproduceerd door LG Chem. Het gehele accupakket weegt ongeveer 165 kg.

### Opladen
De accu van de auto kan standaard worden opgeladen via een Type 2-connector met laadvermogen van 22 kW door gebruik van 3-fase 32 ampère, waarmee de auto in 1,25 uur van 0 % naar 100 % geladen kan worden. Er is geen ondersteuning voor DC-snelladen met meer dan 22 kW.

### Prestaties
De elektronische aandrijflijn van de auto kan 60 kW of 82 pk aan vermogen leveren, waarmee de auto met 160 Nm koppel in 12,6 seconden kan optrekken van 0 naar 100 km/u. De maximale snelheid die bereikt kan worden is ongeveer 135 km/u.

## Galerij

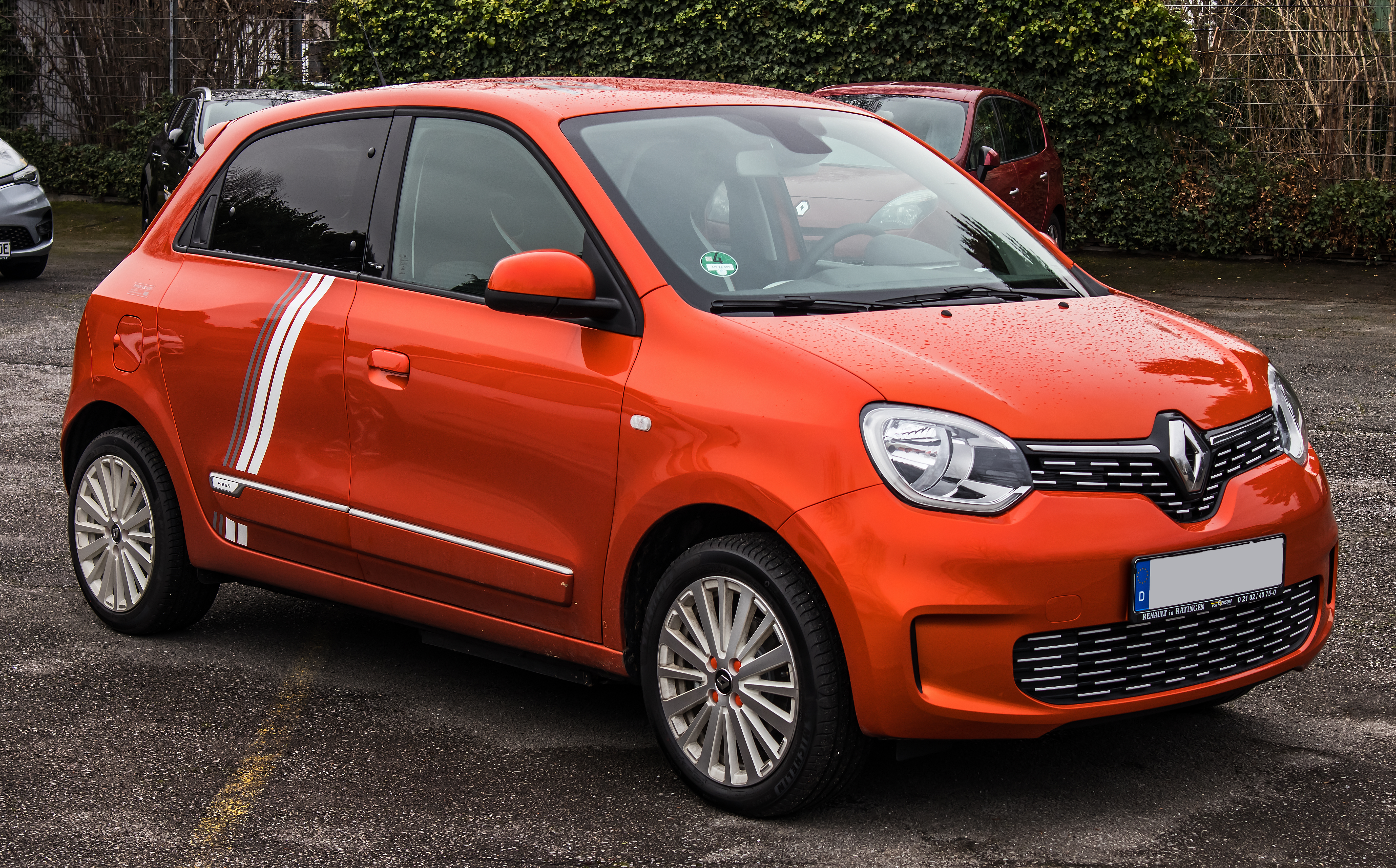
Voorzijde
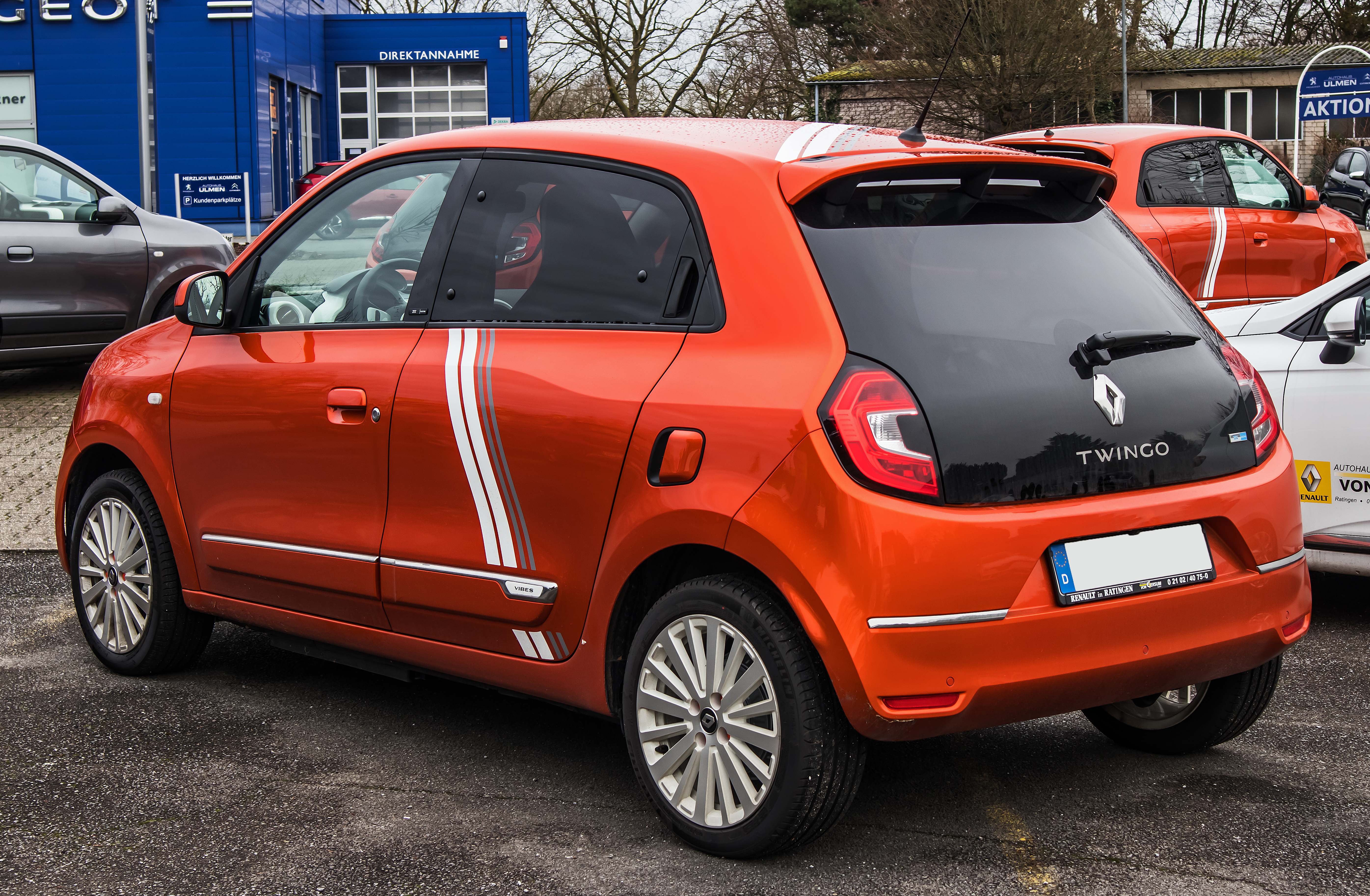
Achterzijde